# Zinaida Sendriūtė
Zinaida Sendriūtė (ur. 10 czerwca 1984 w Szkudach) – litewska lekkoatletka specjalizująca się w rzucie dyskiem.
W 2003 zajęła siódmą lokatę na mistrzostwach Europy juniorów, a dwa lata później była szósta podczas młodzieżowych mistrzostw Europy. Bez powodzenia – odpadała w eliminacjach – startowała w mistrzostwach Europy w Göteborgu (2006), igrzyskach olimpijskich w Pekinie (2008) oraz mistrzostwach świata w Berlinie (2009). Siódma zawodniczka uniwersjady w 2009 oraz piąta mistrzostw Europy w 2010. Wicemistrzyni uniwersjady z Shenzhen (2011). Wielokrotna medalistka mistrzostw Litwy oraz reprezentantka kraju w meczach międzypaństwowych, pucharze Europy, drużynowych mistrzostwach Europy i pucharze Europy w rzutach.
Rekord życiowy: 65,97 (31 maja 2013, Kowno).

## Osiągnięcia
| Rok  | Impreza                               | Miejsce          | Lokata            | Wynik |
| ---- | ------------------------------------- | ---------------- | ----------------- | ----- |
| 2003 | Mistrzostwa Europy juniorów           | Tampere          | 7. miejsce        | 47,12 |
| 2004 | II liga pucharu Europy                | Reykjavík        | 2. miejsce        | 50,31 |
| 2005 | II liga pucharu Europy                | Tallinn          | 7. miejsce        | 45,55 |
| 2005 | Młodzieżowe mistrzostwa Europy        | Erfurt           | 6. miejsce        | 52,78 |
| 2006 | I liga pucharu Europy                 | Saloniki         | 8. miejsce        | 34,45 |
| 2006 | Mistrzostwa Europy                    | Göteborg         | el. – 18. miejsce | 53,22 |
| 2007 | II liga pucharu Europy                | Odense           | 3. miejsce        | 52,74 |
| 2008 | I liga pucharu Europy                 | Leiria           | 5. miejsce        | 51,71 |
| 2008 | Igrzyska olimpijskie                  | Pekin            | el. – 33. miejsce | 54,81 |
| 2009 | II liga drużynowych mistrzostw Europy | Bańska Bystrzyca | 1. miejsce        | 56,63 |
| 2009 | Uniwersjada                           | Belgrad          | 7. miejsce        | 55,65 |
| 2009 | Mistrzostwa świata                    | Berlin           | el. – 31. miejsce | 54,55 |
| 2010 | I liga drużynowych mistrzostw Europy  | Budapeszt        | 4. miejsce        | 57,85 |
| 2010 | Mistrzostwa Europy                    | Barcelona        | 5. miejsce        | 60,70 |
| 2011 | II liga drużynowych mistrzostw Europy | Nowy Sad         | –                 | NM    |
| 2011 | Uniwersjada                           | Shenzhen         | 2. miejsce        | 62,49 |
| 2011 | Mistrzostwa świata                    | Daegu            | 12. miejsce       | 57,30 |
| 2012 | Igrzyska olimpijskie                  | Londyn           | 8. miejsce        | 61,68 |
| 2013 | Mistrzostwa świata                    | Moskwa           | 9. miejsce        | 62,54 |
| 2014 | Mistrzostwa Europy                    | Zurych           | 6. miejsce        | 60,65 |
| 2015 | Zimowy puchar Europy w rzutach        | Leiria           | 6. miejsce        | 59,65 |
| 2015 | I liga drużynowych mistrzostw Europy  | Heraklion        | 1. miejsce        | 60,51 |
| 2015 | Mistrzostwa świata                    | Pekin            | el. – 13. miejsce | 60,33 |
| 2016 | Puchar Europy w rzutach               | Arad             | 9. miejsce        | 52,64 |
| 2016 | Mistrzostwa Europy                    | Amsterdam        | 13. miejsce       | 56,17 |
| 2016 | Igrzyska olimpijskie                  | Rio de Janeiro   | 10. miejsce       | 61,89 |
| 2017 | Puchar Europy w rzutach               | Las Palmas       | 10. miejsce       | 52,70 |
| 2017 | II liga drużynowych mistrzostw Europy | Tel Awiw         | 3. miejsce        | 53,20 |
| 2017 | Mistrzostwa świata                    | Londyn           | 12. miejsce       | NM    |